# Młodzieżowe Mistrzostwa Polski Par Klubowych na Żużlu 2011

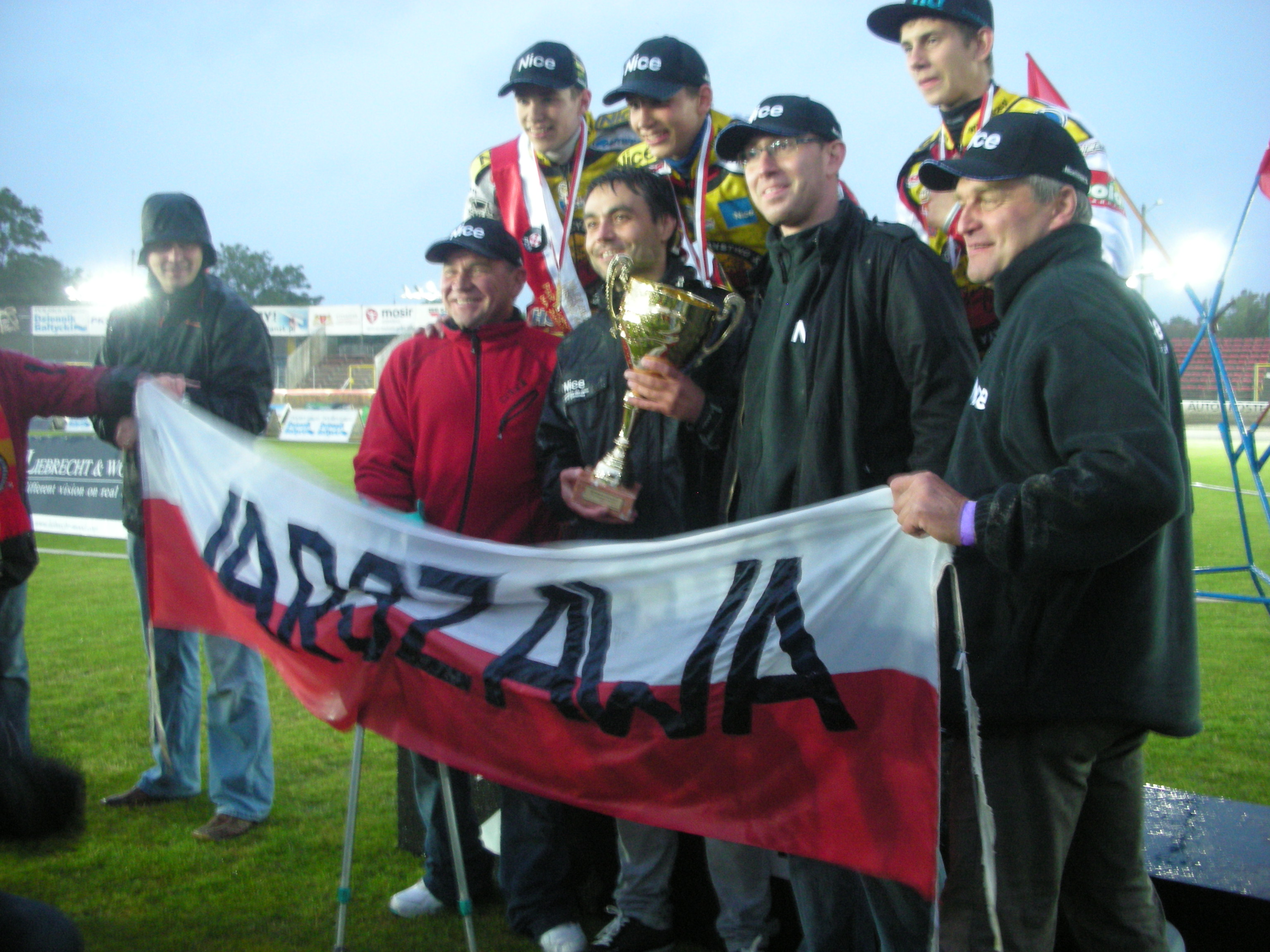
Zwycięska "para" MMPPK na żużlu z Warszawy

Młodzieżowe Mistrzostwa Polski Par Klubowych na Żużlu 2011 – zawody żużlowe, mające na celu wyłonienie medalistów młodzieżowych mistrzostw Polski par klubowych w sezonie 2011. Rozegrano trzy turnieje eliminacyjne oraz finał, w którym zwyciężyli żużlowcy WTS-u Warszawa.

## Finał
- Gdańsk, 1 lipca 2011
- Sędzia: Piotr Nowak

| Miejsce | Kluby                        | Suma  | Zawodnicy                                       | Punkty                                              |
| ------- | ---------------------------- | ----- | ----------------------------------------------- | --------------------------------------------------- |
| złoto   | WTS Warszawa                 | 28    | Przemysław Pawlicki Piotr Pawlicki Patryk Braun | 12 (2,2,w,3,3,2) 16 (3,3,3,2,2,3) ns                |
| srebro  | Stelmet Falubaz Zielona Góra | 22    | Patryk Dudek Adam Strzelec Kacper Rogowski      | 14 (2,3,2,3,1,3) 6 (3,–,3,0,0,w) 2 (–,2,–,–,–,–)    |
| brąz    | Unia Leszno                  | 19 +3 | Kamil Adamczewski Tobiasz Musielak Marcin Nowak | 8 (1,0,2,1,2,2) 11 +3 (0,3,w,2,3,3) ns              |
| 4       | Caelum Stal Gorzów Wlkp.     | 19+ 2 | Łukasz Cyran Bartosz Zmarzlik Paweł Parys       | 4 (0,0,1,0,2,1) 15 +2 (3,1,3,3,3,2) ns              |
| 5       | Lotos Wybrzeże Gdańsk        | 16    | Damian Sperz Krystian Pieszczek Marcel Szymko   | 0 (u/ns,–,–,–,–,–) 6 (2,1,0,2,1,d) 10 (3,2,1,1,2,1) |
| 6       | Polonia Bydgoszcz            | 15    | Szymon Woźniak Mikołaj Curyło Damian Adamczak   | 10 (2,1,–,3,3,1) 3 (1,–,2,–,–,–) 2 (–,t,w,2,u,0)    |
| 7       | Włókniarz Częstochowa        | 4     | Marcin Bubel Artur Czaja Rafał Malczewski       | 0 (w,–,–,–,–,–) 0 (w,–,–,–,–,–) 4 (–,u,1,1,1,1)     |

Bieg po biegu:
1. Zmarzlik, Woźniak, Curyło, Cyran
2. Pi.Pawlicki, Prz.Pawlicki, Adamczewski, Musielak
3. Szymko, Pieszczek, Czaja (w/u), Bubel (w/u)
4. Strzelec, Dudek, Woźniak, Adamczak (t)
5. Pi.Pawlicki, Prz.Pawlicki, Zmarzlik, Cyran
6. Musielak, Szymko, Pieszczek, Adamczewski
7. Dudek, Rogowski, Malczewski (u)
8. Pi.Pawlicki, Curyło, Pawlicki (w/u), Adamczak (w/u)
9. Zmarzlik, Adamczewski, Cyran, Musielak (w/u)
10. Strzelec, Dudek, Szymko, Pieszczek
11. Woźniak, Adamczak, Malczewski
12. Zmarzlik, Pieszczek, Szymko, Cyran
13. Prz.Pawlicki, Pi.Pawlicki, Malczewski
14. Dudek, Musielak, Adamczewski, Strzelec
15. Woźniak, Szymko, Pieszczek, Adamczak (u)
16. Zmarzlik, Cyran, Malczewski
17. Prz.Pawlicki, Pi.Pawlicki, Dudek, Strzelec
18. Musielak, Adamczewski, Woźniak, Adamczak
19. Dudek, Zmarzlik, Cyran, Strzelec (w/u)
20. Pi.Pawlicki, Prz.Pawlicki, Szymko, Pieszczek (d)
21. Musielak, Adamczewski, Malczewski
22. Bieg o brązowy medal: Musielak, Zmarzlik